# Административна подјела Чешке
Административне подјеле Чешке:
- Окрузи Чешке
- Крајеви Чешке
- Општине Чешке
- НСТЈ статистичке регије Чешке
- ISO 3166-2:CZ